# 裕香食品
裕香食品廠股份有限公司（簡稱：裕香食品），位在彰化縣溪湖鎮，前身命名為「泰源食品廠」，創成立於1969年（民國五十八年），因從事脫水蔬果生產外銷，尤其以脫水鳳梨、木瓜而聞名。在1973年（民國六十二年）六月向中華民國行政院經濟部申請登記設立而更名為裕香食品股份有限公司，由於七十年代後期，原物料短缺，經濟型態轉變，經審慎評估而投入大溪名產─裕香豆乾的生產，才正式加入國內市場。

## 外部連結
- 裕香食品公司官網（页面存档备份，存于）